# Guivry
Guivry är en kommun i departementet Aisne i regionen Hauts-de-France i norra Frankrike. Kommunen ligger  i kantonen Chauny som ligger i arrondissementet Laon. År 2022 hade Guivry 239 invånare.

## Befolkningsutveckling
Antalet invånare i kommunen Guivry
Referens: INSEE